# Kapan
Kapan (en arménien : Կապան ; jusqu'en 1991 Ghapan, et anciennement Maden) est une ville d'Arménie, capitale du marz de Syunik.

## Géographie
La ville est située au creux de la vallée du Voghji dans le sud de l'Arménie, près de la frontière azerbaïdjanaise. Elle est dominée par le Kaputjugh et le Khustup, elle est située à côté du monastère de Vahanavank et des forteresses de Baghaberd et de Halidzor.

## Politique
Le maire (ou plus correctement le chef de la communauté) de Kapan est depuis 2012 Ashot Hayrapetyan.
| Début | Fin      | Nom               | Parti                                 |
| ----- | -------- | ----------------- | ------------------------------------- |
| 2005  | 2008     | Armen Karapetyan  |                                       |
| 2008  | 2012     | Artur Atayan      | Fédération révolutionnaire arménienne |
| 2012  | En cours | Ashot Hayrapetyan | Parti républicain d'Arménie           |

## Démographie
| 1831 | 1897  | 1926  | 1939  | 1959   | 1970   |
| ---- | ----- | ----- | ----- | ------ | ------ |
| 196  | 2 272 | 2 658 | 8 511 | 19 315 | 29 916 |

| 1979   | 1989   | 2001   | 2008   | 2011   | 2018   |
| ------ | ------ | ------ | ------ | ------ | ------ |
| 35 889 | 42 375 | 45 711 | 45 545 | 45 488 | 42 464 |

| 2023   | - | - | - | - | - |
| ------ | - | - | - | - | - |
| 43 937 | - | - | - | - | - |

## Transport
La ville est dotée d'un aéroport.
Elle est traversée par la M2 et la M17.

## Sport
La ville possède un club de football, le Gandzasar Kapan.

## Jumelages
| Ville | Ville    | Pays | Pays        |
| ----- | -------- | ---- | ----------- |
|       | Borissov |      | Biélorussie |
|       | Glendale |      | États-Unis  |